# Terry Bisson
Pour les personnes ayant le même patronyme, voir Bisson.
Œuvres principales
- L'Héritage de saint Leibowitz
- Échecs et Maths
- Meucs

Terry Bisson, né le 12 février 1942 à Owensboro (Kentucky) et mort le 10 janvier 2024, est un écrivain de science-fiction américain.

## Principaux thèmes
Terry Bisson est surtout un nouvelliste, même s'il a également écrit des romans. Les principaux thèmes qu'il a traités, et qu'il dénonce, sont : la peine de mort, le racisme, le libéralisme. Américain à contre-courant des idées reçues, il a également rédigé la biographie de Mumia Abu-Jamal, injustement accusé d'un crime qu'il n'a pas commis. Il s'est publiquement opposé à la guerre d'Irak.

## Œuvres

### UniversStar Wars

#### SérieBoba Fett
1. Apprenti Mercenaire, Pocket Jeunesse, 2002 ((en) The Fight to Survive, 2002)
2. (en) Crossfire, 2002

### Romans indépendants
- (en) Wyrldmaker, 1981
- Homme qui parle, Le Bélial', 2001 ((en) Talking Man, 1986)
- Nova Africa, Imaginaires Sans Frontières, 2001 ((en) Fire on the Mountain, 1988)
- Voyage vers la planète rouge, Le Bélial', 2000 ((en) Voyage to the Red Planet, 1990)
- (en) Pirates of the Universe, 1996
- Le Cinquième Élément, Pocket, 1997 ((en) The Fifth Element, 1997)
- L'Héritage de saint Leibowitz, Denoël, coll. « Présence du futur » nos 596-597, 1998 ((en) Saint Leibowitz and the Wild Horse Woman, 1997)Écrit avec Walter M. Miller.
- (en) Galaxy Quest, 1999
- (en) The 6th Day, 2000
- Hank Shapiro au pays de la récup', Denoël, coll. « Lunes d'encre », 2003 ((en) The Pickup Artist, 2001)
- (en) Any Day Now, 2012

### Recueil de nouvelles
- (en) Bears Discover Fire and Other Stories, 1993
- (en) In the Upper Room and Other Likely Stories, 2000
- Meucs, Imaginaires Sans Frontières, 2003Recueil sans équivalence en langue originale
- Échecs et Maths, Gallimard, coll. « Folio SF » no 131, 2003Recueil sans équivalence en langue originale
- (en) Greetings, 2005
- (en) The Left Left Behind plus..., 2009
- (en) TVA Baby and Other Stories, 2011
- (en) They're Made Out of Meat and 5 Other All-Talk Tales, 2019
- (en) Tomorrowing, 2024

### Nouvelles
- Les ours découvrent le feu, 1991 ((en) Bears Discover Fire, 1990)Prix Hugo de la meilleure nouvelle courte 1991, prix Nebula de la meilleure nouvelle courte 1990, prix Locus de la meilleure nouvelle courte 1991 et prix Theodore-Sturgeon 1991
- Tapez sur Ann, 1993 ((en) Press Ann, 1991)
- Choisissez Anne, 1993 ((en) Press Ann, 1991)
- Ils sont faits de viande, 2003 ((en) They're Made Out of Meat, 1991)
- Suivant !, 1998 ((en) Next, 1992)
- Cancion auténtica de la vieille Terre, 2003 ((en) Cancion Autentica de Old Earth, 1992)
- L'Ombre le sait, 2003 ((en) The Shadow Knows, 1993)
- L'Angleterre lève l'ancre, 2003 ((en) England Underway, 1993)
- Attention, un trou peut en cacher un autre !, 1995 ((en) The Hole in the Hole, 1994)
- Le Trou dans le trou, 1995 ((en) The Hole in the Hole, 1994)
- Le Virage de l'homme mort, 1995 ((en) Dead Man's Curve, 1994)
- Dites-leur d'arrêter leurs conneries et d'aller se faire foutre, 2003 ((en) Tell Them They're Full of Shit and They Should Fuck Off, 1994)
- Il n'y a pas de morts, 2003 ((en) There Are No Dead, 1995)
- Le Bord de l'univers, 2003 ((en) The Edge of the Universe, 1996)
- Avril à Paris, 1999 ((en) An Office Romance, 1997)
- Le Joueur, 2003 ((en) The Player, 1997)
- Le Feu premier, 2003 ((en) First Fire, 1998)
- Incident à Oak Ridge, 2003 ((en) Incident at Oak Ridge, 1998)
- Lune de miel à New York, 2001 ((en) Get Me to the Church on Time, 1998)
- Meucs, 2000 ((en) Macs, 1999)Prix Nebula de la meilleure nouvelle courte 2000 et prix Locus de la meilleure nouvelle courte 2000
- Du haut de sa croix, 2001 ((en) The Old Rugged Cross, 2001)
- Charlie et ses drôles de dames, 2002 ((en) Charlie's Angels, 2002)
- J'ai vu la lumière, 2003 ((en) I Saw the Light, 2002)
- Presque chez soi, 2005 ((en) Almost Home, 2003)
- Les Portes de la mort, 2004 ((en) Death's Door, 2004)